# Talijansko-turski rat
Talijansko - turski rat ili Tursko-talijanski rat (u Italiji zvan Rat za Libiju / Guerra di Libia) a u Turskoj Trablusgarp Savaşı / Rat za Tripoli ) vođen je između Osmanskog Carstva i Kraljevine Italije od 29. rujna 1911. do 18. listopada 1912.
To je bio jedan u nizu ratova za vrijeme komadanja Osmanskog Carstva.
Za tog rata, Kraljevina Italija zauzela je tadašnje osmanske vilajete Tripolitaniju, Fezzan i Kirenaiku.  Od tih teritorija nastala je današnja Libija. Za vrijeme tog rata talijanska vojska okupirala je također i otočje Dodekanez u Egejskom moru. Kraljevina Italija obećala je vratiti otočje Osmanskom Carstvu, kao dio Mirovnog sporazuma iz Lausanne - 1912., međutim to nakon rata nije ispunila, jer se je pozivala na prilično neprecizan tekst sporazuma - koji je po njihovu tumačenju dopuštao im imati provizornu upravu nad otočjem.
Iako na izgled mali i beznačajan, taj rat bio je jedan od upaljača Prvog svjetskog rata. Mlade balkanske države vidjevši kako lako Talijani prodiru u Libiju, krenule su i same u Prvi balkanski rat nastojeći u sjeni tog rata ugrabiti nešto za sebe.
U tom ratu prvi put su upotrebljena neka od suvremenih oružja, kao zrakoplovi. Talijanski satnik Carlo Piazza, izveo je 23. listopada 1911. prvi izviđački let svojim zrakoplovom, a potporučnik Giulio Gavotti je 1. studenoga iste godine izveo prvo bombardiranje svojim zrakoplovom Etrich Taube.
U tom ratu istakao se kao vojnik budući otac suvremene Turske Mustafa Kemal (Atatürk).

## Pozadina sukoba
Talijanske pretenzije na Libiju, otpočele su nakon Berlinskog kongresa iz 1878., u kojem su se Francuska i Velika Britanija međusobno dogovorile zauzeti Tunis i Cipar, dijelove oslabljenog Osmanskog carstva. Francuzi su isprva bili odlučno protiv, ali nakon potpisivanja tajnog talijansko-francuskog dogovora iz 1902. dali su Talijanima odriješene ruke za Libiju, u zamjenu za talijansku potporu za okupaciju Maroka. No talijanska vlada nije dugo nakon toga ništa poduzela.
Talijanski tisak počeo je od ožujka 1911. široku propagandnu kampanju u prilog talijanske kolonizacije Libije. Opisivali su ju kao zemlju bogatu rudama, plodne zemlje, s dosta voda ali slabo branjenu. Po tisku Libiju je branilo svega 4000 osmanskih regularnih vojnika. Libijska plemena opisivali su kao naklonjene Italiji, a kao mrzitelje osmanske vlasti. Po tisku - talijanska invazija na Libiju bila bi nešto poput laganog vojničkog marša. Jedina snaga koja se u Italiji protivila toj intervenciji bila je Talijanska socijalistička stranka, ali kako je bila u oporbi to nije utjecalo na vladu premijera Giovannija Giolittija. Ondašnji socijalist Benito Mussolini, kasniji fašistički vođa, mnogo se protivio toj intervenciji.
Talijanska vlada uputila je ultimatum osmanskoj vladi posredstvom političara iz stranke Odbor za jedinstvo i progres u noći između 26. – 27. rujna. Visoka porta odgovorila je na ultimatum posredstvom Austro-Ugarske predlažući kompromisno rješenje, da Italija dobije kontrolu nad Libijom, kao Britanija nad Egiptom, ali da isto kao i Britanija prizna formalni suverenitet nad Libijom Osmanskom Carstvu. Talijanski predsjednik vlade Giovanni Giolitti odbio je taj prijedlog, te je nakon tog Kraljevina Italija objavila rat Osmanskom carstvu 29. rujna 1911.

## Vojne akcije
Talijanska flota doplovila je do Tripolija 28. rujna 1911., i tek 3. listopada počela bombardirati luku i vojne položaje. Grad je zauzelo 1500 talijanskih marinaca uz veliku pomoć brojnih talijanskih kolonista.
Osmansko carstvo doista je imalo vrlo malo vojnika u Libiji, nakon početka sukoba užurbano je slalo časnike u Libiju (i to preko europskih zemalja), koji su trebali mobilizirati lokalno stanovništvo za borbu protiv Talijana.
Prve veće talijanske snage od 20.000 vojnika, iskrcale su se na libijsku obalu 10. listopada 1911. godine. One su relativno lako i brzo osvojile Tobruk, Dernah i Al Khums ali se zauzimanje Bengazija odužilo. 
Ekspedicijski korpus je uskoro narastao na 100.000 vojnika,  nasuprot kojem su stajale snage od 20.000 domaćih dobrovoljaca i 8000 regularnih osmanskih vojnika.
Talijanska vojska izvela je uspješni desant na Tobruk nakog kratkog bombardiranja 4. prosinca 1911., - vrlo brzo je zauzela obalni pojas i krenula u unutrašnjost nailazivši pritom na slabi otpor Budući turski predsjednik i otac moderne Turske Mustafa Kemal (Atatürk)uspio je uz pomoć libijskih dobrovoljca izvojevati jedinu pobjedu u tom ratu u bitci kod Tobruka 22. prosinca 1911.
Talijansko zapovjedništvo je poslalo tri pješačke postrojbe zauzeti libijsko-osmanski garnizon kod Dernaha u Cireni 14. rujna 1912. Talijanske jedinice zauzele su visoravan kod grada i prekinule osmanske linije opskrbe. Tri dana nakon toga, osmanski zapovjednik Enver beg, napao je talijanske snage na visoravni. Snažna talijanska topnička paljba odbila je osmanski napad, nakon tog su osmansku vojsku opkolili talijanski alpinci i nanijeli joj velike gubitke. Nakon tog sukoba, prestale u sve veće ratne operacije u Cireni.

### Pomorska bitka kod Bejruta
Talijanska mornarica bojala se da bi osmanske pomorske snage stacionirane u Bejrutu mogle ugroziti njihove operacije u Libiji i pristup Sueskom kanalu zbog tog se odlučila na preventivni napad s ciljem da uništi te snage.
Prije same bitke kod Bejruta, talijanska krstarica - Piemonte u pratnji razarača Artiglierea i Garibaldina je u siječnju 1912.,  potopila u zaljevu Kunfuda (Crveno more) sedam osmanskih topovnjača (Kastamonu, Ayintaba, Ordu, Bafru, Refahiyu, Gökcedaga, Muhu) i jahtu Sipku.
Talijanske oklopne krstarice Giuseppe Garibaldi i Francesco Ferruccio su 24. veljače 1912. napale osmanske brodove koje su zatekle u bejrutskoj luci i potopile korvetu Avnillah, torpedni čamac Angora i šest manjih barkasa.
Slabiji osmanski brodovi nisu uspjeli uputiti niti jedan ozbiljni udarac puno jačim talijanskim brodovima.
Nakon toga talijanska mornarica imala je potpunu kontrolu nad južnim Mediteranom.

## Posljednja godina rata
Kraljevina Italija je 5. studenoga 1911., proglasila svoj suverenitet nad Libijom, iako je u tom trenutku kontrolirala samo neke obalne gradove koji su bili pod opsadom lokalnih snaga.  Izuzetak od tog je bio Tripoli - gdje su Talijani uspjeli uspostaviti kontrolu i nad okolicom. Talijanske vlasti poduzele su veliki broj represivnih mjera protiv pobunjenika, kao što su javna vješanja gerilskih boraca.
S druge strane - Talijanska kraljevska mornarica, bila je daleko superiornija od osmanske - tako da su Talijani relativno lako ovladali gotovo cijelim uskim obalnim pojasom od 2000 km Libije od travnja do početka kolovoza 1912. No njihove jedinice usprkos velikoj brojčane prednosti nisu se usuđivale izaći izvan zaštite svojih pomorskih snaga i zadovoljile su se kontrolom uska obalna pojasa.
Kraljevina Italija počela je operacije protiv osmanskih posjeda u Egejskom moru uz suglasnost ondašnjih velesila, koje su željele neka se taj sukob što prije okonča, jer se odužio mnogo više nego što se očekivalo. Talijanskoj mornarici cilj je bio otok Rodos, s kojeg je mogla kontrolirati pomorski promet iz osmanskih luka i tako osujetiti svatkome tko je pokušao dopremiti pomoć u Libiju.
Kraljevina Italija je okupirala otočje Dodekanez (osim otoka Kastelorizo, kojeg su zauzeli Francuzi), unatoč tome što se Austro-Ugarska mnogo protivila tome, jer se bojala da će taj čin potaknuti novoobnovljene balkanske države na slične akcije prema oslabljelom Osmanskom Carstvu i da će na taj način biti minirana krhka ravnoteža snaga na Balkanu te izbiti novi ratovi.
Jedina značajnija vojna operacija tokom ljeta 1912., bio je napad pet talijanskih torpednih čamaca na Dardanele 18. srpnja. Već u rujnu iste godine; Bugarska, Srbija i Grčka pripremile su svoje armije za rat protiv Osmanskog Carstva, želivši iskoristiti okupiranost Osmanskog Carstva ratom s Italijom. Prvi balkanski rat počeo je crnogorskom objavom rata 8. listopada.

## Mirovni sporazum iz Lausanne 1912.
Talijanska diplomacija je odlučila iskoristiti povoljnu ratnu situaciju i ponudila Osmanskom carstvu mirovni sporazum.
Kraljevina Italija i Osmansko Carstvo potpisali su 18. listopada 1912. Mirovni sporazum u dvorcu Ouchy pored Lausanne (taj sporazum znan je kao Prvi sporazum iz Lausanne).
Glavne točke ovog sporazuma bile su sljedeće
- Osmansko Carstvo povući će sve vojne snage iz vilajeta Trablus i Bengazi (Libija) zauzvrat će Kraljevina Italija, vratiti Rodos i sve ostale otoke Dodekaneza Osmanskom Carstvu
- Vilajeti Trablus i Bengazi imat će specijalni status, dobit će naiba (regenta) i kadıju (suca) koji će i nadalje predstavljati kalifa.
- Prije imenovanja tih kadija i naiba, Osmanlije trebaju konzultirati talijansku vladu.
- Osmanska vlada plaćat će sama sve troškove kadija i naiba.

## Nakon rata
Nakon potpunog povlačenja osmanskih snaga, talijanska vojska je lako preuzela kontrolu nad cijelom Libijom tokom 1913. Poslije izbijanja Prvog svjetskog rata, Kraljevina Italija povukla je većinu vojske na europska ratišta, tako da se talijanski nadzor sveo samo na obalne gradove. Talijanske snage nisu uspjele preuzeti potpunu kontrolu nad unutaranjošću Libije sve do pred kraj 1920. kad su generali Pietro Badoglio i Rodolfo Graziani proveli velike akcije nasilne pacifikacije zemlje - gušeći u krvi svaki pokušaj otpora. Otpor je potpuno ugušen tek nakon što je ubijen vođa otpora Omar Mukhtar - 15. rujna 1931.

## Pogledajte i ove stranice
- Balkanski ratovi
- Talijanska Istočna Afrika

## Vanjske poveznice
- The Italian-Turkish war (Google Book)
- Turco-Italian War (na portalu Prvi svjetski rat  Arhivirana inačica izvorne stranice od 20. srpnja 2011. (Wayback Machine)